# Leon Knopoff
Leon Knopoff (Los Angeles, 1 de julho de 1925 — 20 de janeiro de 2011) foi um geofísico e musicologista estadunidense.
É considerado um dos "pais" da sismologia teórica.
Estudou no Instituto de Tecnologia da Califórnia, com PhD em física em 1949, e após ocupar diversas posições acadêmicas mudou-se para a Universidade da Califórnia em Los Angeles (UCLA). Trabalhou no campo da sismologia teórica, laureado em 1979 com a Medalha de Ouro da Royal Astronomical Society. Foi membro da Academia de Artes e Ciências dos Estados Unidos.